# Karimeh Abbud
Karimeh Abbud (18. listopadu 1893 Šfar'am – 27. dubna 1940 Nazaret) byla palestinská profesionální fotografka a umělkyně, která žila a pracovala v Palestině v první polovině dvacátého století. Byla jednou z prvních fotografek v arabském světě.

## Životopis
V roce 1893, kdy se Karimeh narodila, pracoval její otec Said Abbud jako učitel v Betlémě. Na přelomu století se na následujících pět desetiletí stal pastorem luteránské církve. Karimeh byla druhá ze šesti dětí.

## Začátky ve fotografii

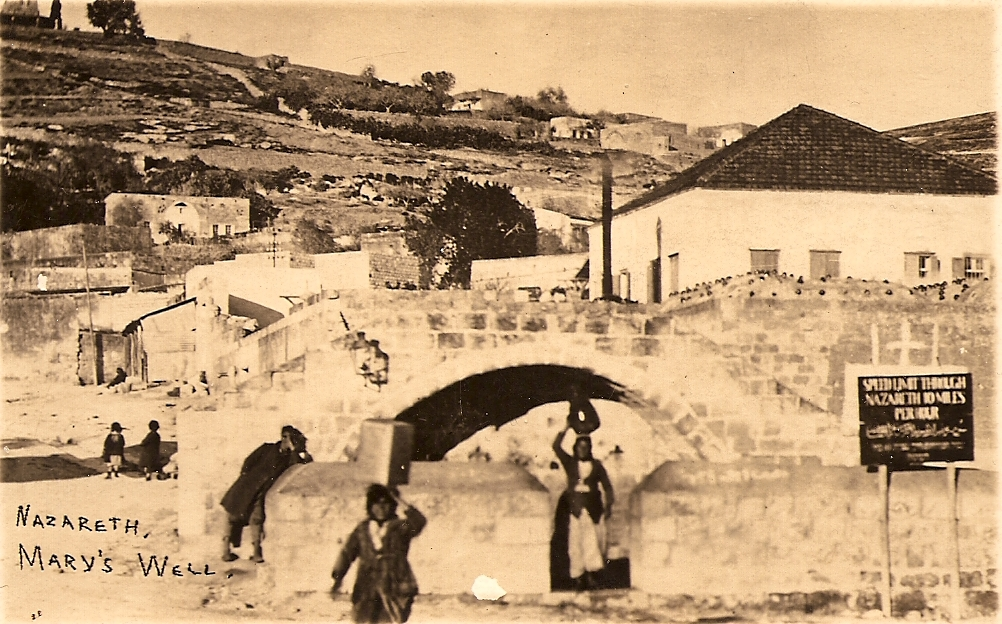
Karimeh Abbud: Pohlednice Mary's Well

V roce 1913 se v Betlémě poprvé začala zajímat o fotografii poté, co dostala od svého otce jako dárek k 17. narozeninám fotoaparát. Její první fotografie byly rodina, přátelé a krajina v Betlémě a její první podepsaný snímek je datován říjnem 1919.
Karimeh vystudovala arabskou literaturu na Americké univerzitě v Bejrútu v Libanonu. Během této doby podnikla výlet do Baalbeku, aby tam vyfotografovala archeologická naleziště. Založila domácí studio, vydělávala peníze fotografováním žen a dětí, svateb a dalších slavnostních a životních obřadů. Pořídila také řadu fotografií veřejných prostranství v Haifě, Nazaretu, Betlémě nebo Tiberiadě.

## Profesionální studiová práce

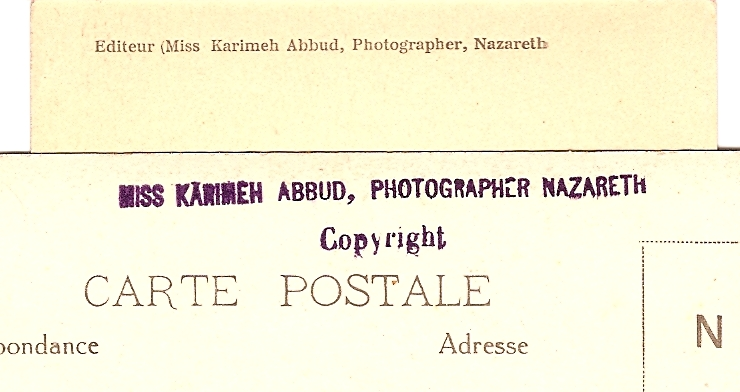
Zadní strana dvou pohlednic s poznámkou o autorských právech „Editeur (Miss Karimeh Abbud, Photographer Nazareth“ a „Miss Karimeh Abbud, Photographer Nazareth“ „Editor (slečna Karimeh Abbud, fotografka z Nazaretu) a „slečna Karimeh Abbud, fotografka z Nazaretu“

Ve třicátých letech 20. století byla profesionální fotografkou a stala se prominentní podnikatelkou v Nazaretu. V tomto městě byla rodina Abbudů dobře známá, protože její dědeček sloužil jako hlavní lékárník v anglické nemocnici v Nazaretu a její otec tam působil také jako pastor. Když se místní fotograf z Nazaretu Fadil Saba odstěhoval do Haify, byla její ateliérová práce velmi žádaná zejména pro svatby a portréty. Práce, které v tomto období vyrobila, byly označeny v arabštině a angličtině slovy: „Karimeh Abbud – Lady Photographer – كريمة عبود: مصورة شمس“. V polovině třicátých let začala nabízet ručně malované kopie studiových fotografií.

## Sbírka
Originální kopie jejího rozsáhlého portfolia shromáždil Ahmed Mrowat, ředitel projektu archivů v Nazaretu. V roce 2006, Boki Boazz, izraelský antikvář a sběratel starožitnosti, objevili více než 400 původních tisků Abbudové v domě v Katamonské čtvrti Jeruzaléma, který byl opuštěný svými majiteli prchající před izraelskou okupací v roce 1948. Mrowat rozšířil svou sbírku zakoupením fotografií od Boazze, z nichž mnohé jsou umělkyní podepsány.

## Pocty
Dne 18. listopadu 2016 společnost Google věnovala fotografce svůj doodle ke 123. výročí jejího narození. Doodle se dostal na displeje počítačů do všech zemí arabského světa.

## Galerie
Pohlednice fotografky Karimeh Abbud z let 1925–1930:

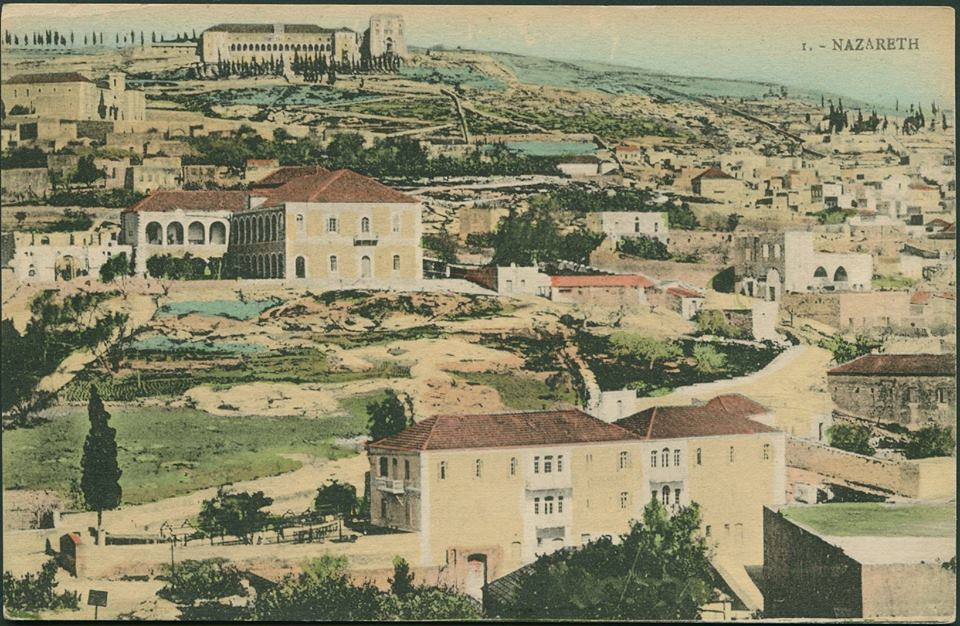
Nazareth
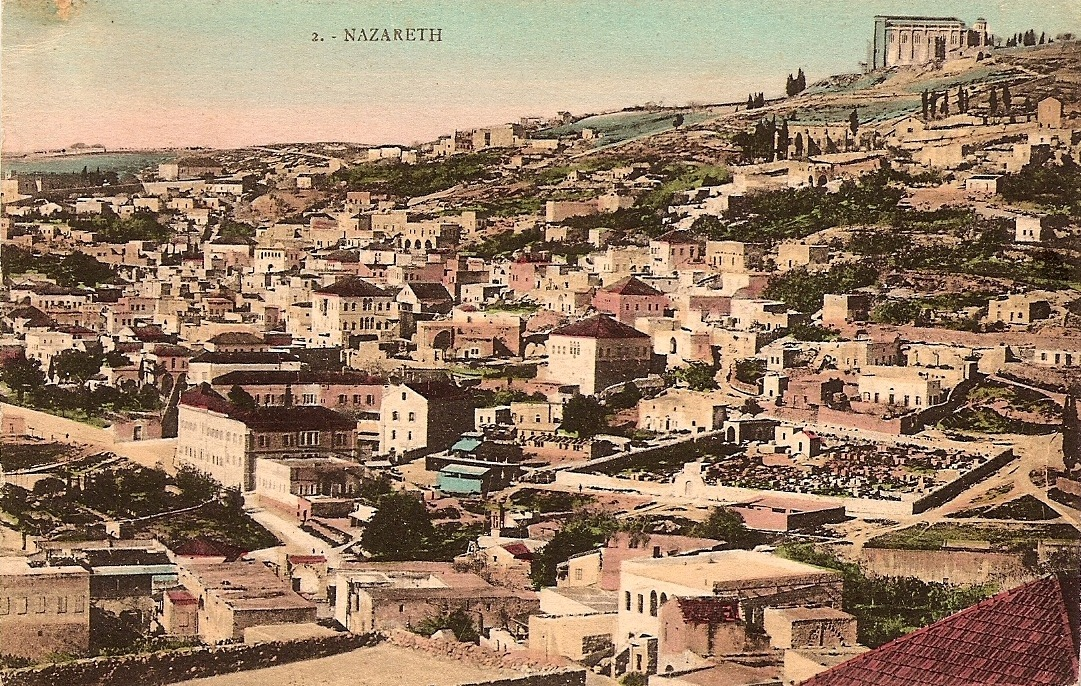
Nazareth
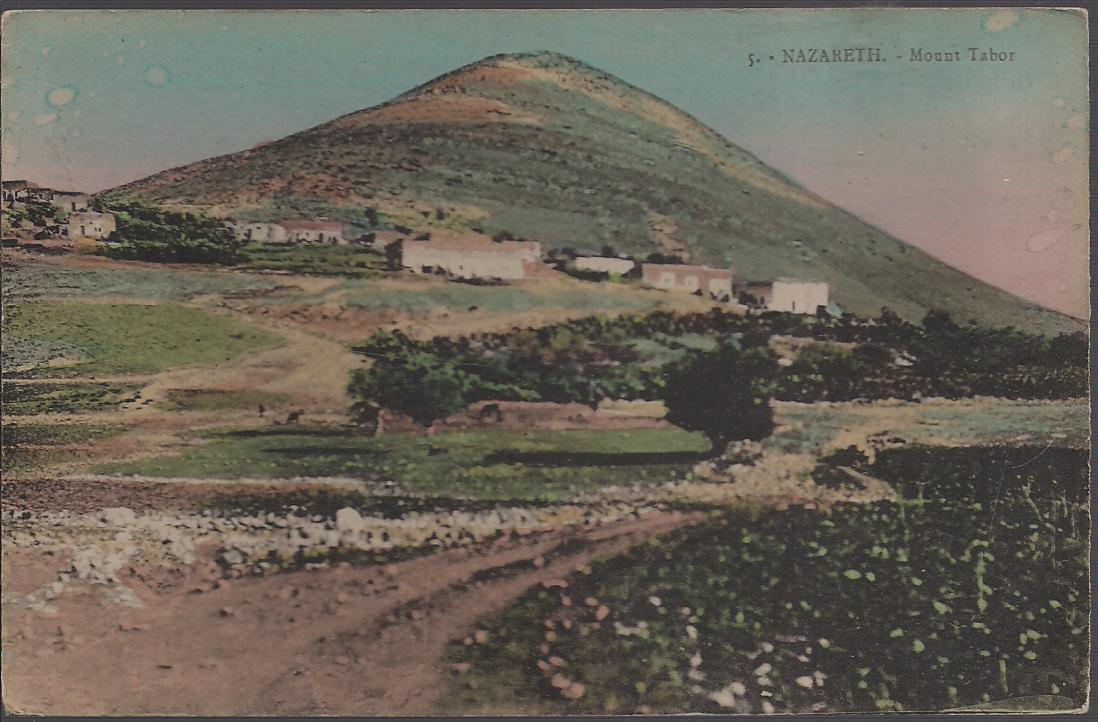
Nazareth, hora Tábor
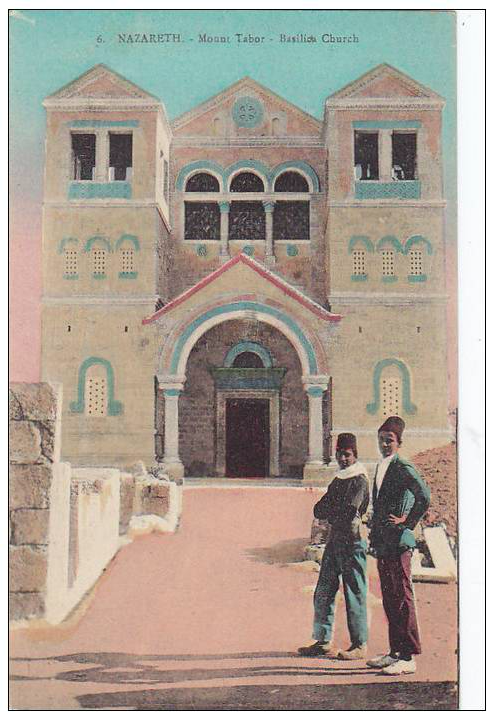
Nazareth, hora Tábor
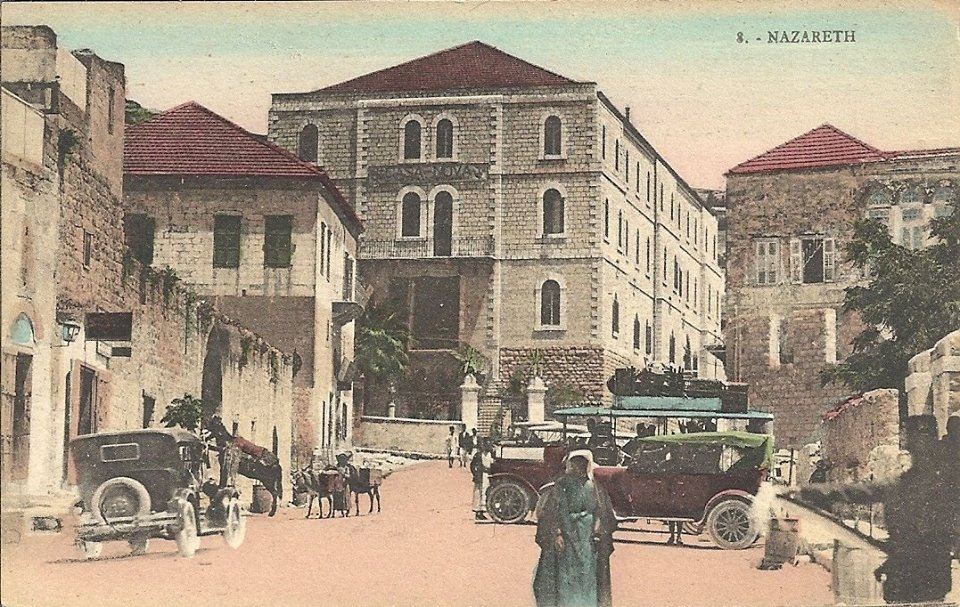
Nazareth
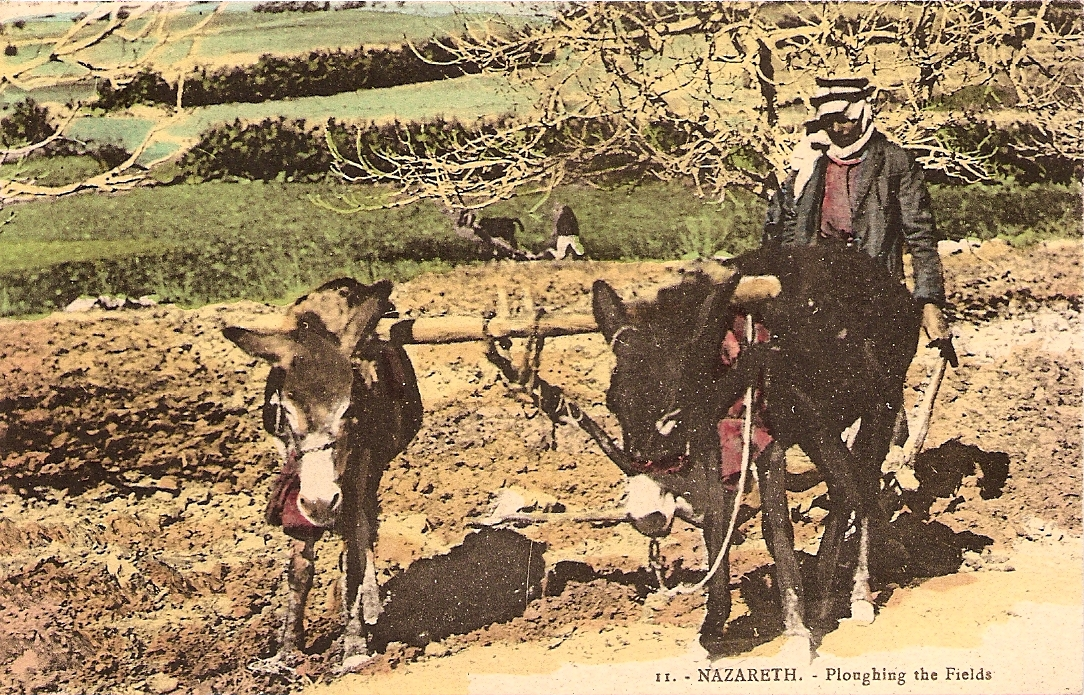
Nazareth, orání pole
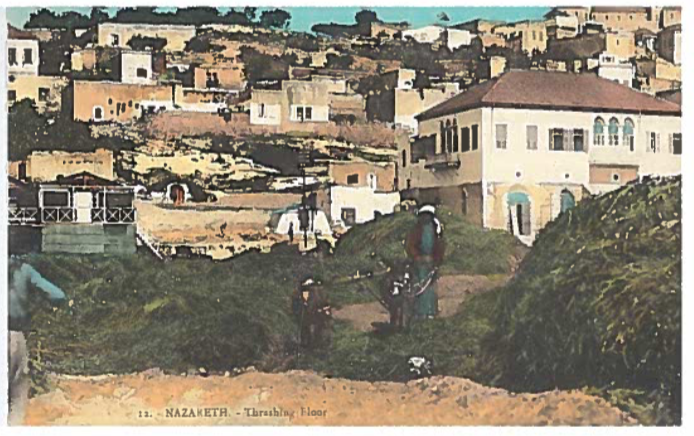
Nazareth
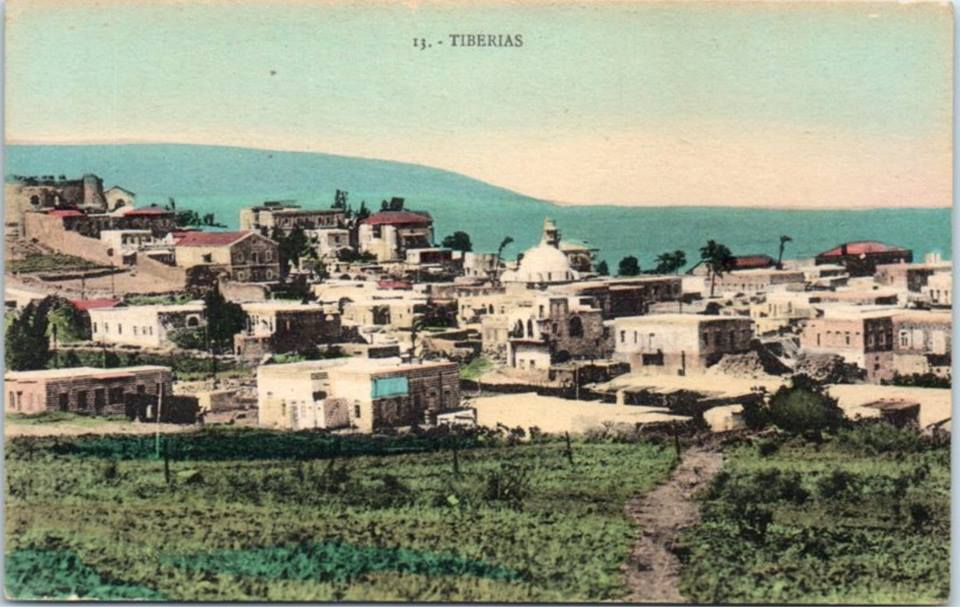
Tiber
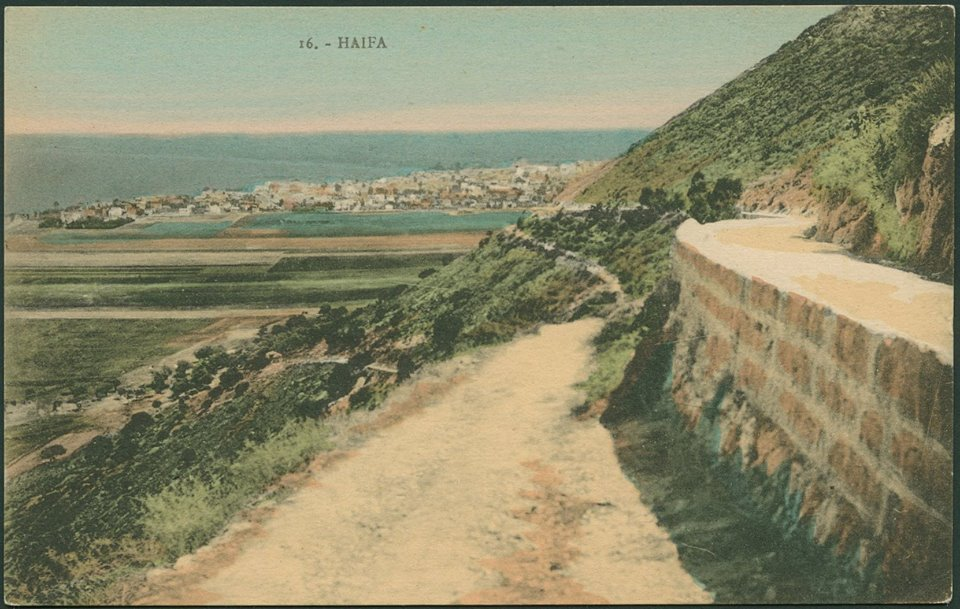
Haifa
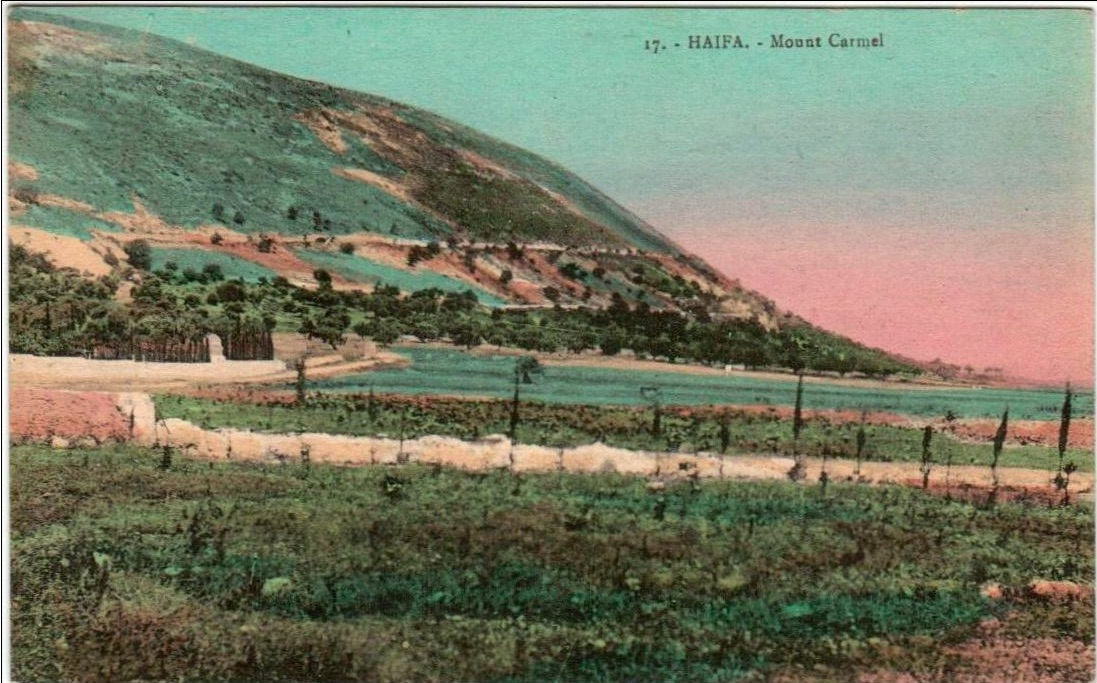
Haifa, hora Carmel
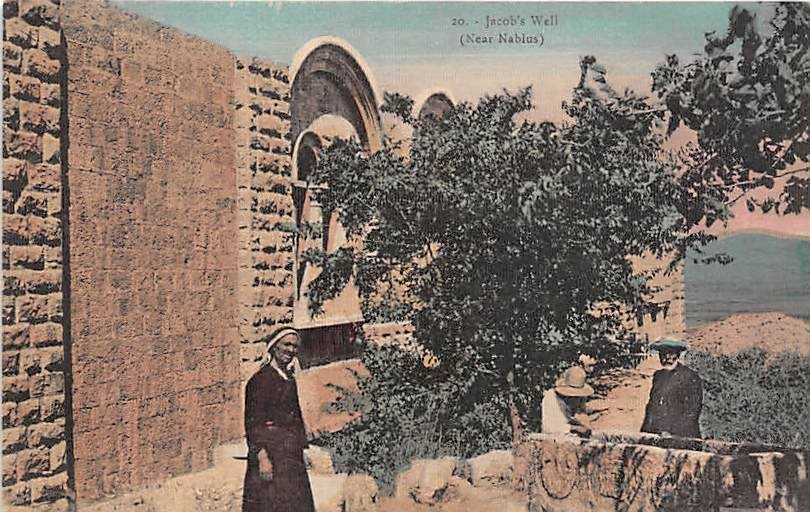
Jakubova studna (V destinaci Nablus)
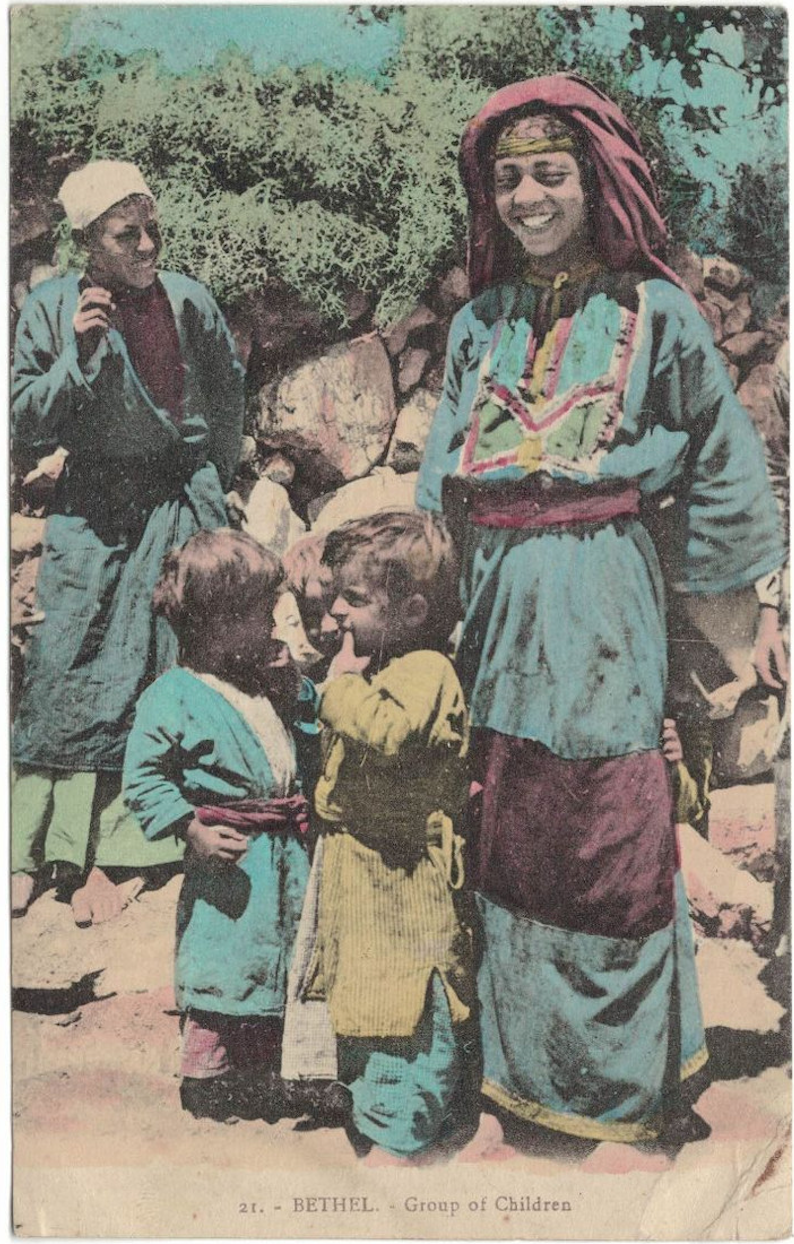
Bethel, skupina dětí
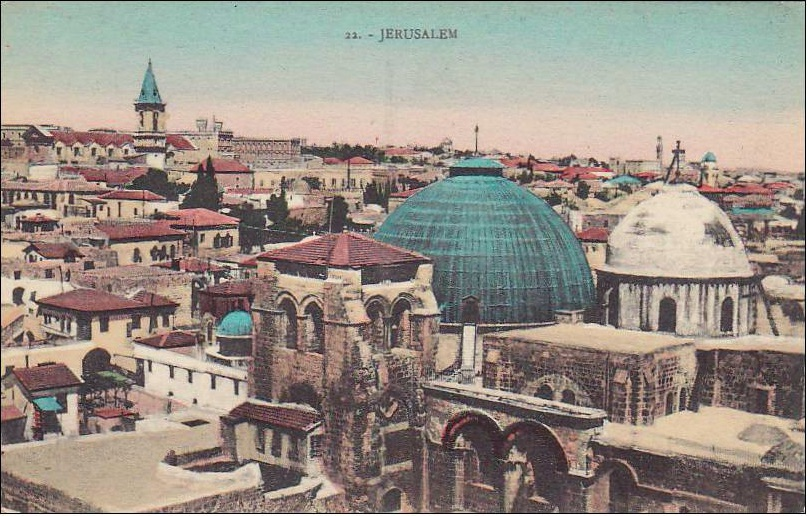
Jeruzalém
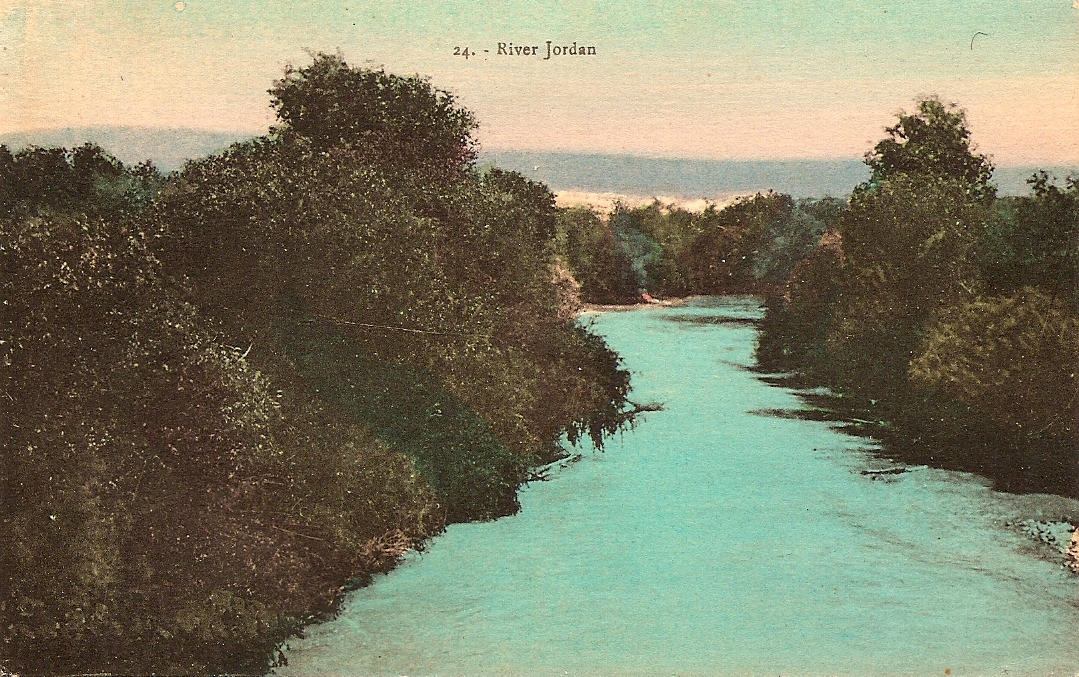
Řeka Jordán
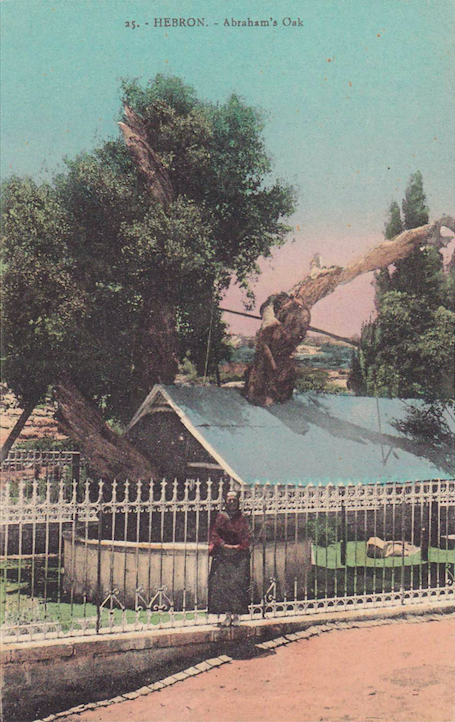
Hebron, Abrahámův dub
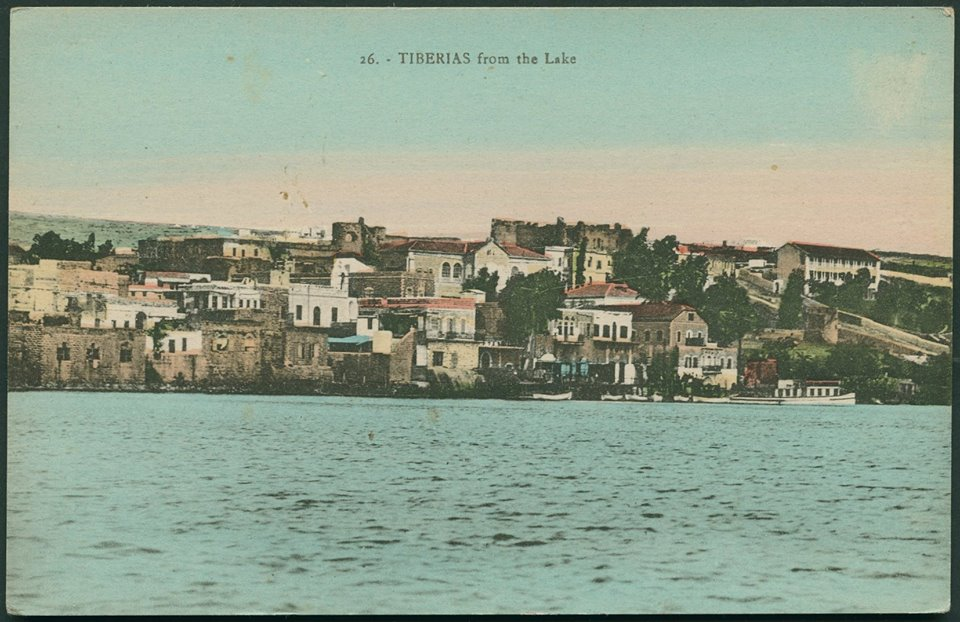
Tiber od jezera
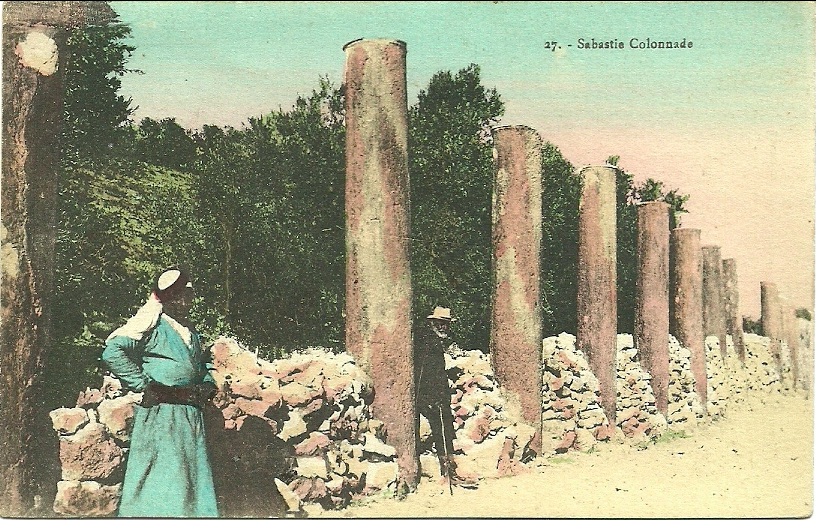
Kolonáda Sebastie

## Dokumentární filmy
- Mahasen Nasser-Eldin: Restored Pictures, dokument (22 minut), Palestinian Territories 2012, Vimeo (arabsky s anglickými titulky).
- Issam Ballan: Karimeh Abbud: The first Palestinian female photographer, dokument (11 minut), Palestinian Territories 2016, YouTube (arabsky)